# Hippolyte et Aricie
Hippolyte et Aricie ist eine Barockoper in fünf Akten von Jean-Philippe Rameau, das Libretto stammt von Abbé Simon-Joseph Pellegrin. Es handelt sich um Rameaus erste Oper; er verfasste sie 1733 im Alter von 50 Jahren. Im selben Jahr fand auch die Uraufführung in Paris statt. Die Oper unterscheidet sich in der dramatisch-musikalischen Struktur nicht von Lullys Tragödien, in denen auf einen Prolog fünf Akte folgen. Die Anzahl der Figuren ist gering, die Tänze und Chorszenen nehmen eine wichtige Position ein.

## Handlung

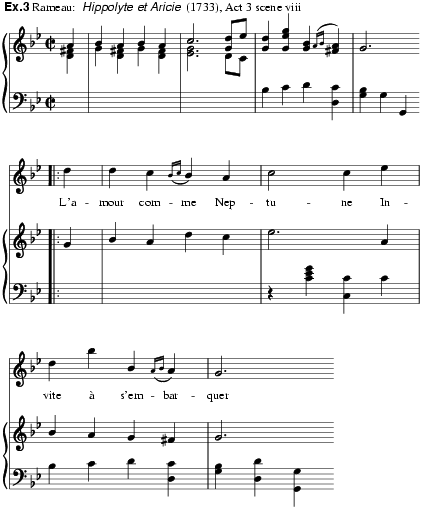
Noten aus dem 3. Akt

Phaidra, die zweite Frau des Königs Theseus von Athen, liebt ihren Stiefsohn Hippolyte. Hippolyte erwidert ihre Liebe nicht, sondern begehrt Aricie (Arikia), die Tochter des zuvor getöteten Königs Pallas.
Theseus folgt seinem Freund Peirithous in die Unterwelt. Dieser wird dort festgehalten, weil er versucht hat, die Frau des Pluton, Proserpina, zu entführen.
Nach dem Verschwinden von Theseus verbannt Phaidra Aricie in den Tempel der keuschen Diana-Priesterinnen. Als ihre Rivalin verbannt ist, gesteht sie Hippolyte ihre Liebe, aber Hippolyte weist sie zurück. Phaidra überreicht ihrem Stiefsohn daraufhin ein Schwert, mit dem er sie töten soll. In diesem Moment tritt Theseus ein, der aus der Unterwelt zurückgekehrt ist. Der edelmütige Hippolyte verzichtet darauf, Phaidra anzuklagen, gerät nun aber selbst unter Verdacht, denn Oenone, die Amme von Phaidra, erklärt die Situation mit einer Lüge. Sie behauptet, dass Hippolyte seine Stiefmutter töten wollte, weil sie ihn zurückgewiesen habe.
Theseus bittet nun seinen Vater, den Meeresgott Neptun, Hippolyte zu vernichten. Ein großes Seeungeheuer erscheint, und der Prinz verschwindet in glühenden Flammen. Erschüttert durch dieses Ereignis gesteht die in Agonie liegende Phaidra nun ihrem Mann alles, bevor sie sich selbst richtet. Auch der König will daraufhin Selbstmord begehen, weil er durch sein Gebet an Neptun den eigenen Sohn vernichtet hat. Er erhält von seinem Vater jedoch die erlösende Nachricht, dass Diana, die Göttin der Jagd, Hippolyte vor dem Tod bewahrt hat. Diana macht Hippolyte zum König der Waldbewohner und gibt ihm seine geliebte Aricie. Hippolyte lebt, aber Theseus wird seinen Sohn nie wieder sehen.

## Geschichte
Das Publikum der Uraufführung war zweigeteilt in die konservativen „Lullysten“, welche die Musik von Rameau für zu modern hielten, weil sie nicht der Tradition von Jean-Baptiste Lully entsprach, und die sogenannten „Ramisten“, die Rameaus Vertonung als fantastisch empfanden. Die Oper galt jedoch als zu lang, und die philosophische Bedeutung der Musik und der einander folgenden Harmonien war für weite Teile der damaligen Gesellschaft schwer verständlich. Rameau verpflichtete sich daher in seinen späteren Werken zur „Selbstkontrolle“.
Das Libretto wurde vom Abbé Simon-Joseph Pellegrin geschrieben, der sich stets auch der Ideen und der Einwilligung Rameaus versicherte. Pellegrin griff das Thema der Liebesgeschichte von Hippolytos und Arikia aus der griechischen Mythologie auf. Diese Geschichte wurde zuvor in den Tragödien Der bekränzte Hippolytos von Euripides und danach in Phèdre von Racine bearbeitet.